# سیل ۱۳۹۴ شمال ایران
سیل ۱۳۹۴ شمال ایران؛ در ۲۸ تیر در پی بارندگی در پهنه شمالی ایران سیل در استان‌های مازندران و تهران و البرز بخش الموت در استان قزوین روان شد.

## خسارات سیل

### خسارات به آب و فاضلاب استان مازندران
به گفته مجید عبداللهی رئیس شرکت آب و فاضلاب روستایی مازندران سیل به تأسیسات آب‌رسانی ۸۴ روستا در شهرستان ساری، ۳۲ روستا در شهرستان نور، ۳۳ روستا در شهرستان نکا، ۲۵ روستا در شهرستان کلاردشت، شهرستان‌های بهشهر و بابل هر کدام ۲۳ روستا، شهرستان‌های میاندورود و سوادکوه هر کدام ۲۳ روستا، شهرستان آمل ۲۰ روستا، ۱۷ روستا در شهرستان نوشهر و شش روستا در شهرستان چالوس خسارت زد. مجید عبداللهی میزان خسارات مالی در آبفای روستایی مازندران ۱۸ میلیارد ۳۰۰ میلیون تومان برآورد کرد.

### خسارات به راه‌های استان مازندران
نوروزی مدیر کل راه و شهرسازی استان مازندران دربارهٔ میزان خسارت سیل به راه‌ها اعلام کرد که سیل اخیر به راه‌های استان مازندران ۳۲ میلیارد تومان خسارت وارد کرده‌است.

### تلفات و مجموع خسارات سیل استان مازندران
خسارت سیل توسط مدیر کل بحران استان مازندران ۱۵۰ میلیارد تومان برآورد شد. شهر سوادکوه بیشترین خسارات را متحمل شد که خسارت این شهر ۴۶ میلیارد تومان تعیین شده‌است.
اسماعیل نجار تلفات سیل مازندران را یک نفر اعلام کرد.

### تلفات سیل در قزوین
به گفته مدیرعامل جمعیت هلال‌احمر استان قزوین یک نفر در جریان سیل منطقه الموت قزوین کشته و یک نفر مفقود شده‌است.